# Ud Kampagnen
Ud Kampagnen ("The Out Campaign") er et initiativ til folkeoplysning for frisind og ateisme. Det er en kampagne skabt af Richard Dawkins, som selv er en fremtrædende ateist. Kampagnen fokuserer på at skabe et mere positivt syn på ateisme ved at levere muligheder for ateister at identificere sig selv overfor andre, ved at vise "Det Røde 'A'" (the Scarlet 'A'). Det tilskynder de som ønsker at være en del af kampagnen til at 'komme ud, række ud, tale ud, blive ude, stå frem' ("come out, reach out, speak out, keep out, stand out" er kampagnens engelske slogan) og gennem humor ændre det sociale syn der i nogle områder er imod ateisme, ved at mærke sig selv med et rødt bogstav. 
Dawkins, en forslagsstiller til bevægelsen, har udtalt at kampen for rettigheder for homoseksuelle var en kilde til inspiration for kampagnen.
Kampagnen opfordrer ateister til at:
- Række ud (Reach out) og tale med andre om ateisme og hjælpe med at sprede et positivt syn på ateisme.
- Tale ud (Speak out) om deres egne synspunkter og værdier uden at føle sig truet, og derved hjælpe folk til at indse at ateister ikke følger steriotyper og er meget forskelligartede.
- Blive ude (Keep out), og reklamere for idéen at religion skal holdes væk fra offentlige skoler og regering, og at ingen religiøs agenda bør true andre.
- Stå frem (Stand out) og være synlige i deres nærmiljøer ved at involvere sig i kampagnen og ved at bære det Røde A.

Kampagnen producerer diskrete tøjvarer der centrerer sig omkring Det Røde A, og betegnelsen 'OUT' der som regel er typografisk isoleret fra resten af sætningen. Der er ingen direkte reference til ateisme, ud over brugen af symbolerne. Det Røde A er et af de mest populære symboler for ateisme på Internettet. Kampagnen fokuserer ikke på én enkelt religion, men i stedet teisme generelt. Alligevel er kristne organisationer i USA begyndt at reagere –  kampagnen er endda også blevet kaldt et "wake-up call" (til kristne).
Kampagnen producerer for tiden t-shirts, hættetrøjer, klistermærker med mere, solgt gennem Richard Dawkins's online butik, hvor al overskud går til "Richard Dawkins Fond For Fornuft og Videnskab" (The Richard Dawkins Foundation for Reason and Science).